# Louis-Étienne Héricart de Thury
 (septembre 2024).
Louis-Étienne François Héricart-Ferrand, vicomte de Thury (3 juin 1776 à Paris - 15 janvier 1854 à Rome) est un homme politique et homme de science français.
Ingénieur des mines, Héricart de Thury est l'auteur de plus de 350 articles et membre d'une dizaine de sociétés savantes. Propriétaire d’un domaine d’une grande richesse arboricole et horticole, il est l'un des principaux cofondateurs de la Société nationale d'horticulture de France (SNHF).
Neveu du comte Antoine-François-Claude Ferrand, ministre de Louis XVIII, il fut parfois appelé Héricart-Ferrand de Thury après la mort de son oncle. Il est de ce fait parfois confondu avec son frère Louis-Elisabeth (1779-1858), qui, ayant épousé sa cousine la fille du comte Ferrand, reçut en 1819 le titre héréditaire de vicomte Héricart-Ferrand.

## Biographie
Issu d’une vieille famille de noblesse de robe (ses ancêtres sont apparentés à Marie Héricart, épouse du fabuliste et poète Jean de La Fontaine), son père était conseiller maître à la cour des comptes. Il est doué pour les matières scientifiques et entre à l’École des mines de Paris le 13 avril 1795. Ses premières fonctions l’amènent à voyager à plusieurs reprises vers 1804-1805 dans le sud de la France.

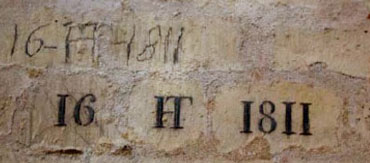
L'élégant monogramme, H et T réunis, qui signe en carrières, les confortations réalisées sous la direction de Monsieur Hericart de Thury. Ici la 16e consolidation de l'année 1811.

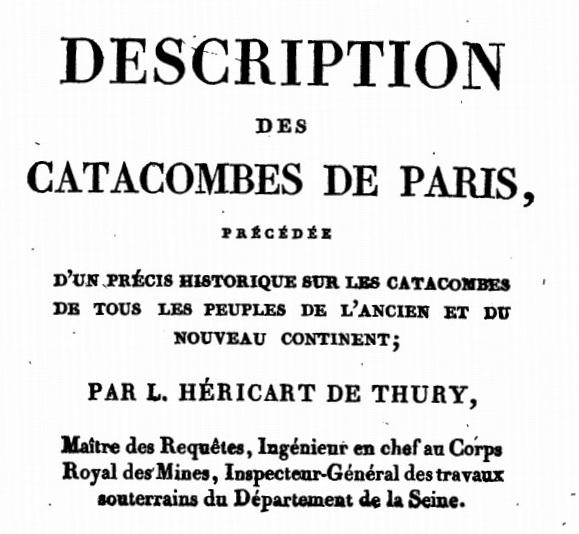
Page de titre de la Description des catacombes de Paris d'Héricart de Thury, paru en 1815.

En 1809, il est chargé de l'inspection générale des carrières et est nommé, inspecteur général des carrières le 31 décembre 1810, il le restera jusqu’en 1830. Poursuivant les travaux de Charles Axel Guillaumot, il mène les travaux de consolidation des carrières souterraines de Paris avec une très grande activité, aménageant et décorant les Catacombes de Paris (aussi nommé Ossuaire municipal).
Il publie en 1815 la Description des Catacombes de Paris, qui devint la base sur laquelle toutes les études postérieures s'appuyèrent. Il y formule le projet d'aménager La Fosse aux Lions en entrée monumentale du parcours de visite des catacombes, mais son vœu ne fut jamais réalisé.
En 1814, il devient membre de la Société royale et centrale d'agriculture, première appartenance à une très longue liste de sociétés. Il est nommé directeur des Bâtiments civils en 1823 et préside à ce titre la construction du palais de la Bourse, la restauration du palais des Thermes et la transformation de l’hôtel de Cluny en musée. Il est élu membre libre de l’Académie des sciences en 1824. Le 11 juin 1827, il est l’un des principaux fondateurs, parmi quatre cents personnes, de la Société d'horticulture de Paris, ancêtre de la SNHF, l’horticulture étant l’une de ses grandes passions.
Sous la Restauration, il est fait maître des requêtes et conseiller général de la Seine par le gouvernement. Il est député de l'Oise, puis de la Seine de 1815 à 1827. Battu en 1827, il ne se représente pas. Proche de Charles X, il est royaliste et soutient le ministère Villèle. Il est à l'origine en 1827 de l'acquisition du palais Bourbon, siège de l'Assemblée Nationale, par le gouvernement français. 
C’est grâce à son action que la Ville de Paris décide le percement du puits artésien de Grenelle (décembre 1833 - février 1841), foré par Louis-Georges Mulot.
Il est élu le 1er août 1850 à l'Académie des sciences, belles-lettres et arts de Savoie, avec pour titre académique Agrégé (associé).
Dans les dernières années de sa vie, il participe à de nombreux jurys d’exposition. Il quitte la présidence de la Société d'horticulture en 1852. Cette même année, il accompagne son fils en Italie, où il meurt en 1854, à Rome. Il repose dans l'église Saint-Louis-des-Français.
Le dernier descendant et porteur du nom, Didier Héricart de Thury (Genève 1947- Toulouse 2015), est cité dans l'affaire du trésor de Rennes-le-Château (Aude) comme l'un des trois chercheurs ayant peut-être découvert l'endroit où se trouve le trésor.
La rue Héricart, dans le 15e arrondissement de Paris honore la mémoire de l'ingénieur.

### Distinction
- Officier de la Légion d'honneur (1816)